# Списак програмских језика
|  |  |  |  |  |  |  |  |  |  |  |  |  |  |  |  |  |  |  |  |  |  |  |  |  |  |  |  |  |  |

## 0-9
- 2.PAK
- 20-GATE
- 473L Query
- 51forth

## A
- A+
- A++
- A-0
- ABAP
- ABC
- ABC ALGOL
- ABLE
- ABSET
- ABSYS
- ACC (програмски језик)
- Accent
- Acceptance, Test Or Launch Language
- Action!
- ACS
- ActionScript
- Ада
- Aleph
- ALGO
- Алгол
- AmigaE
- AMOS BASIC
- AMPL
- APL
- AppleScript
- ARS++
- ASN.1
- AspectJ
- Асемблер
- Atlas Autocode
- Aubit-4GL

## B
- B
- BASIC
  - Visual Basic
  - Za razne dijalekte BASIC-a vidite glavni clanak.
- bc
- BCPL
- BETA
- Bigwig
- Bistro
- BLISS
- Blue
- boo
- Bourne shell (sh)
- Bourne-Again shell (bash)
- Business Process Execution Language (BPEL)
- Brainfuck
- BUGSYS
- BuildProfessional

## C
- C
- C--
- C++
- C#
- Caché Basic
- Caché ObjectScript
- Caml
- Catrobat
- CeeBot
- Cecil
- Cg
- CHAIN
- Charity
- CHILL
- ChucK
- Cilk
- Clarion
- Clipper
- CLIPS
- CLOS
- CLU
- CMS-2
- ColdFusion
- COBOL
- CobolScript
- COMAL
- Component Pascal
- Concurrent Clean
- CORAL66
- Common Intermediate Language (CIL)
- Common Lisp
- COWSEL
- CPL
- C shell (csh)
- Cue
- Curl
- Cyclone

## D
- D
- DASL
- Databus
- Dataflex
- dBASE
- dc
- Delphi
- Dialog Manager
- DIBOL
- Doublefuck
- Dylan

## E
- E
- Edinburgh IMP
- Eiffel
- ElastiC
- Elan
- Emacs Lisp
- Elf
- Enterprise Generation Language (EGL)
- Erlang
- Escapade (server-side programming)
- Esterel
- Euphoria
- Euclid
- Euler
- EXEC
- EXEC2

## F
- F
- F#
- Factor
- FALSE
- Felix
- Ferite
- FL
- FLOW-MATIC
- FOCAL
- Focus
- FOIL
- Forth
- Fortran
- FP
- Frink
- Frontier
- Froth

## G
- GML
- Gclisp
- Gema
- GEMBASE
- GENIE
- GJ
- Go
- Godiva
- Gödel
- GPSS
- Groovy

## H
- HAL/S (real-time aerospace (програмски језик))
- HAScript
- Haskell
- Heron
- HLA - "High Level Assembler"
- High Level Assembly
- Hugo
- HyperTalk

## I
- ICI (програмски језик)
- Icon
- IDL (програмски језик)
- IMP
- Informix-4GL
- Interface description language (IDL)
- Inform
- Information Processing Language (IPL)
- Intercal
- Io

## J
- J
- JADE
- Java
- JavaScript
- JCL
- JOSS
- Joule
- JOVIAL
- Joy
- Jython

## K
- K
- Kid
- Kielix
- Kiev
- Kogut
- KRYPTON

## L
- LabVIEW
- Lagoona
- Lava
- Leda
- Leopard
- Lexico
- Lightweight Matrix Engine
- Limbo
- LINC
- Lingo
- Lisp
- Logo
- LotusScript
- LPC
- LSE
- Lua
- Lucid
- Lustre
- LYaPAS

## M
- M4
- MAD
- MADCAP
- MATLAB
- Mathematica
- METAL
- Miranda
- Miva
- Mercury
- Mesa
- Microcode
- ML
- MODCAP
- Modula
- Modula-2
- Modula-3
- Moto
- Mouse
- MSIL (deprecated name for Common Intermediate Language)
- MUMPS
- Mary

## N
- Natural
- Nemerle
- NESL
- NGL
- Nial
- Nil
- Nice
- Nosica

## O
- o:XML
- Oberon
- Objective-C
- Objective Caml
- Object Pascal
- Obliq
- Occam
- OPS5
- Organiser (програмски језик) (OPL) - cf. Psion Organiser
- Oz

## P
- Pascal
  - Free Pascal
  - Object Pascal (Delphi)
  - Turbo Pascal
- PEARL
- Perl
- PHP
- Pico
- Pike
- PILOT
- Pizza
- PL-11
- PL/SQL
- PL/B
- PL/C
- Plankalkül
- PL/I
- PL/0
- PL/M
- Pliant
- Poplog
- POP-11
- PORTRAN
- PostScript
- Povray
- Powerbuilder
- Processing
- Progress 4GL
- Prothon
- Prolog
  - Turbo Prolog
- Proteus
- Python

## Q
- Q
- QuakeC

## R
- R
- Rascal
- Ratfor
- Ratfiv
- REALbasic
- REBOL
- REFAL
- Report Program Generator (RPG)
- Revolution
- REXX
- Rigal
- Rlab
- Robot Scripting Language (RSL)
- RPG
- Ruby
- Rust (програмски језик)

## S
- S
- S2
- S-Lang
- SAIL
- SAKO
- SAS
- Sather
- Scala
- Scheme
- Scratch
- ScratchJr
- Sed
- Seed7
- Self (or "SELF")
- SETL
- Shakespeare Programming Language (SPL)
- SIGNAL
- SIMSCRIPT
- Simula
- SISAL
- Small
- Smalltalk
- SML
- Snobol
- Snowball
- SPARK
- SPITBOL
- SP/k
- SQL
- Squeak
- SR
- SSL
- STOS BASIC
- SuperCollider
- Swift

## T
- T
- TADS
- Tcl
- teco
- TELCOMP
- Tempo
- Today
- Tom
- tpu
- Trac
- Turing
- Tutorial D
- TXL

## U
- Ultra 32
- Unicon
- UnrealScript

## V
- VBA
- VBScript
- Verilog
- VHDL
- Visual Basic
- Visual DataFlex
- Visual DialogScript
- Visual FoxPro
- Visual Objects
- VRML

## W
- Water

## X
- XOTcl
- XPL
- XSLT
- X3D

## Y
- YAFL
- Yorick

## Z
- Z
- ZPL
- ZZT-oop
- ZOPL
- ZUG

## А-Ш
- Рапира
- Ћ++